# Ластівка білоброва
Ластівка білоброва (Neophedina cincta) — вид горобцеподібних птахів родини ластівкових (Hirundinidae). Поширений в Африці.

## Поширення
Ластівка білоброва живе у відкритих середовищах, таких як луки та савани, зазвичай біля струмків або водойм. Гніздиться по всій Африці від Камеруну і ДР Конго до Ефіопії та на південь до ПАР, хоча не зустрічається в спекотних регіонах заходу ПАР та півдні Намібії.

## Опис
Ластівка до 16 см завдовжки. Верх землисто-коричневий, за винятком білої смужки над очима. Нижня частина тіла біла, має темно-коричневу смугу на грудях і іноді тонку темну лінію через ніздрі.

## Спосіб життя
Цей вид має непостійний політ і зазвичай сидить на гілках. Раціон складається з комах, яких зазвичай ловить на льоту над прерією. Не утворює гніздових колоній. Гніздо з соломи та пір'я облаштовує в кінці довгого тунелю завдовжки приблизно 60–90 см, зазвичай викопаного птахами в піщаному ярі або насипі. Кладка складається з двох-п'яти білих яєць, які висиджують обидва батьки.

## Підвиди
Виділяють п'ять підвидів:
- N. c. erlangeri (Reichenow, 1905) — Ефіопія.
- N. c. suahelica van Someren, 1922 — Південний Судан і захід Кенії до півночі Зімбабве та західного Мозамбіку.
- N. c. parvula Amadon, 1954 — північна Ангола, південний захід ДР Конго та північний захід Замбії.
- N. c. xerica Clancey & Irwin, 1966 — західна та південна Ангола, північна Намібія та північна Ботсвана.
- N. c. cincta (Boddaert, 1783) — південно-східна Ботсвана, південь Зімбабве та Південна Африка.